# Setaria scottii
Setaria scottii är en gräsart som först beskrevs av Eduard Hackel, och fick sitt nu gällande namn av Aimée Antoinette Camus. Setaria scottii ingår i släktet kolvhirser, och familjen gräs. Inga underarter finns listade i Catalogue of Life.